# Instytut Kwasu Siarkowego i Nawozów Fosforowych
Instytut Kwasu Siarkowego i Nawozów Fosforowych – jednostka organizacyjna Ministra Przemysłu Chemicznego istniejąca w latach 1953–1972, powołana w celu prowadzenia prac naukowo-badawczych w zakresie kwasu siarkowego, jego soli i nawozów fosforowych dla zapewnienia rozwoju produkcji przemysłowej.  

## Powołanie Instytutu
Na podstawie uchwały Rady Ministrów z 1953 r. w sprawie przekształcenia Centralnego Laboratorium Badawczego Kwasu Siarkowego w Instytut Kwasu Siarkowego i Nawozów Fosforowych oraz nadania mu statutu ustanowiono Instytut. Powołanie Instytutu pozostaje w związku z ustawą z 1951 r. o tworzeniu instytutów naukowo-badawczych dla potrzeb gospodarki narodowej.

## Zadania Instytutu
Zadaniem Instytutu było prowadzenie prac naukowo-badawczych mających na celu rozwój produkcji przemysłowej w dziedzinie inżynierii chemicznej, fizykochemii, fizyki oraz analizy technicznej, a w szczególności:
- organizowania i prowadzenia prac naukowo-badawczych dla stworzenia podstaw zarówno teoretycznych, jak i praktycznych dla nowych działów produkcji lub nowych metod wytwarzania i organizacji pracy,
- śledzenia postępu technicznego i naukowego oraz udzielanie opinii w sprawach związanych z postępem wiedzy i techniki,
- udoskonalania i usprawnia metod już stosowanych w przemyśle,
- inicjowania nowych działów produkcji i współpracy przy ich organizowaniu,
- przeprowadzania ekspertyz, zleconych prac technicznych i naukowo-badawczych,
- kształcenie przyszłych naukowców dla potrzeb własnych i innych instytutów naukowych oraz kształcenie personelu przemysłu w zakresie nowych metod lub nowych gałęzi przemysłu,
- współdziałanie w pracach zbiorowych organizowanych przez inne instytuty i pracownie szkół wyższych i innych ośrodków badawczych w celu rozwiązania bardziej złożonych zagadnień,
- nawiązywanie i utrzymywanie łączności z odpowiednimi instytucjami i organizacjami za granicą,
- prowadzenie dokumentacji i informacji naukowej i naukowo-technicznej.

## Kierowanie Instytutem
Na czele Instytutu stał dyrektor, który kierował samodzielnie działalnością Instytutu i był za nią odpowiedzialny.
Przy Instytucie działała Rada Naukowa.

## Zniesienie Instytutu
Na podstawie uchwały Rady Ministrów z 1972 r. w sprawie utraty mocy obowiązującej niektórych uchwał Rady Ministrów, Prezydium Rządu, Komitetu Ekonomicznego Rady Ministrów i Komitetu Ministrów do Spraw Kultury, ogłoszonych w Monitorze Polskim zniesiono Instytut.